# Javier Valdez

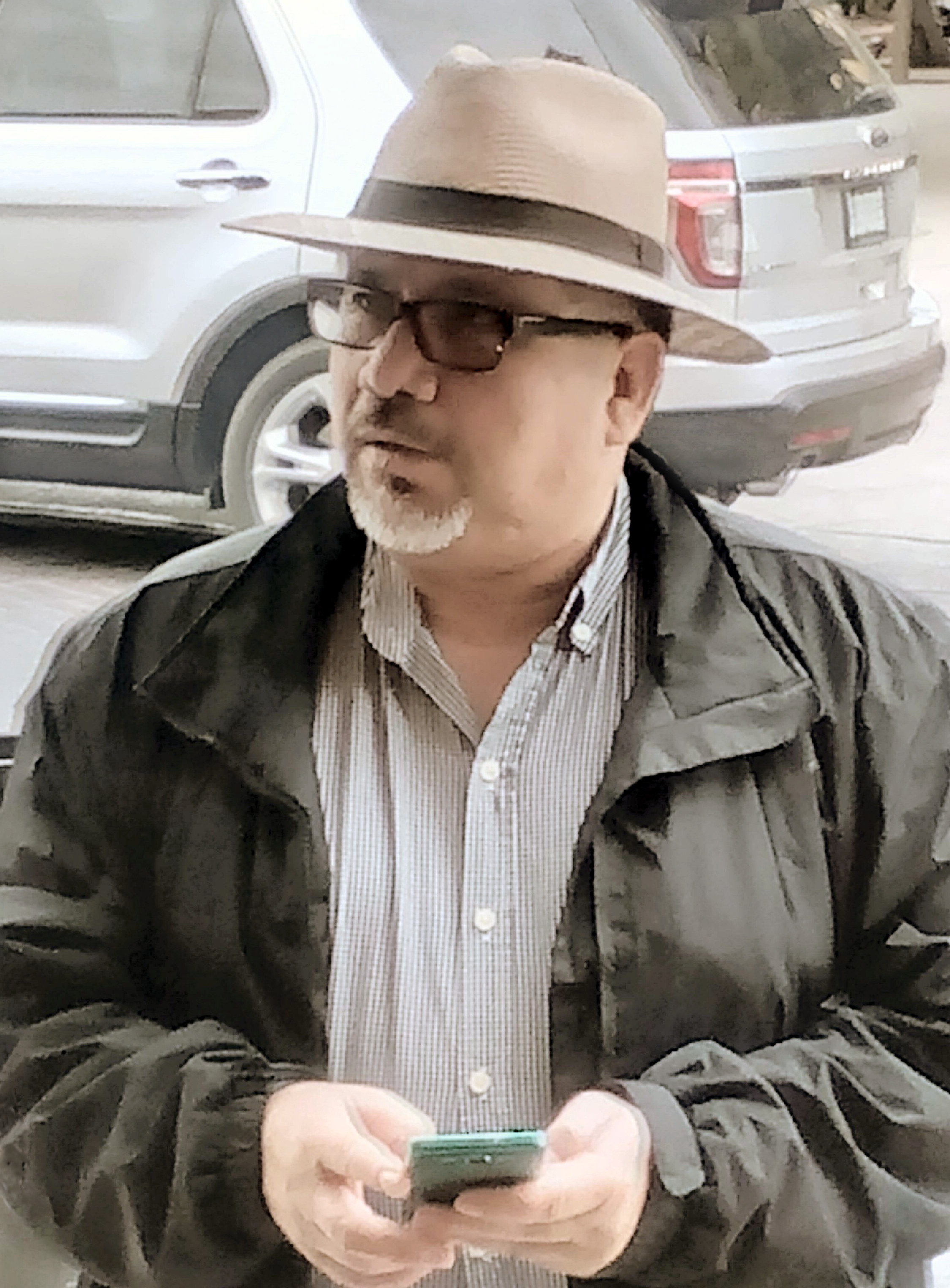
Javier Valdez Cárdenas

Javier Valdez Cárdenas (geboren 14. April 1967 in Culiacán, Mexiko; gestorben 15. Mai 2017 ebenda) war ein mexikanischer Journalist, der durch seine umfangreiche Berichterstattung über den Drogenkrieg in Mexiko bekannt wurde.

## Leben
Javier Valdez studierte Soziologie an der Universidad Autónoma de Sinaloa. In den 1990er Jahren arbeitete er in Sinaloa für einen Fernsehsender und ab 1998 als Korrespondent der Tageszeitung La Jornada aus Mexiko-Stadt. Zudem war er gut ein Jahrzehnt für Agence France-Presse (AFP) tätig. Im Jahr 2003 gründete er mit dem befreundeten Journalisten Ismael Bojórquez das Wochenmagazin Ríodoce in Culiacán, das über Verbrechen und Korruption in Sinaloa berichtet, einem der Bundesstaaten mit der höchsten Gewaltrate in Mexiko und dem Zentrum des Sinaloa-Drogenkartells. Die Redaktionsräume des Magazins wurden 2009 mit einer Splittergranate angegriffen. Der Name der Zeitschrift (deutsch: „12. Fluss“), deren Auflage ca. 7000 Exemplare erreicht (Stand: 2017), sollte, da es in Sinola elf Flüsse gibt, für etwas stehen, was es bislang nicht gab: eine saubere Informationsquelle.
Valdez schrieb sechs Bücher über den Drogenkrieg in Mexiko und wurde für sein Engagement mit zahlreichen Auszeichnungen geehrt. 2011 erhielt er den Internationalen Preis für Pressefreiheit des Komitees zum Schutz von Journalisten (CPJ). Bei der Vorstellung seines letzten Buches über die Gefahren des „Narco-Journalismus“ sagte er Ende 2016: „Selbst wenn man eine schusssichere Weste trägt oder Leibwächter beschäftigt, es sind die Kartelle, die den Tag bestimmen, an dem sie dich umbringen werden.“
Am 15. Mai 2017 wurde Javier Valdez unweit der Redaktion seines Wochenmagazins Ríodoce von vermummten Auftragsmördern aus seinem Auto gezerrt und mit 12 oder 13 Schüssen ermordet. Er hinterließ seine Frau Griselda, eine Tochter und einen Sohn. Valdez war der sechste Reporter, der 2017 in Mexiko getötet wurde. Seine Ermordung war wahrscheinlich ein Racheakt eines Mafia-Bosses, der sich von einem Bericht, den Valdez eine Woche vor seinem Tod veröffentlichte, beleidigt fühlte. Valdez Beisetzung, die von einigen Hundert Trauergästen besucht wurde, fand am folgenden Tag statt. Die Leiche eines der mutmaßlichen Mörder wurde wenige Monate später in einem ausgebrannten Auto gefunden. Im Februar 2020 wurde ein weiterer Mörder zu 14 Jahren und acht Monaten Haft verurteilt. Der Strafprozess gegen den dritten wird im Mai 2021 beginnen.
Im Frühjahr 2017 schrieb Valdez eine autobiographische Rede, die er im Juni 2017 während einer Konferenz in Mexiko-Stadt halten wollte und die mit den Worten endet:
„Aufzuhören mit dem Schreiben, für mich wäre das, als müsste ich aufhören, zu gehen, zu fühlen, das Leben zu erfahren. Es wäre Sterben für mich. Schweigen wäre eine Form der Komplizenschaft – und des Todes. Und ich, ich bin weder Komplize, noch bin ich tot.“